# 3412 Kafka
3412 Kafka là một tiểu hành tinh vành đai chính. Nó được phát hiện bởi Randolph L. Kirk và Donald James Rudy ở 1983. Nó được đặt theo tên Franz Kafka, nhà văn người Séc gốc Áo. Chu kỳ quay của nó khoảng 1212 ngày (3 năm và 116 ngày), vì vậy nó đi ngang qua Trái Đất mỗi 523 ngày.